# 오파니몬
오파니몬(OPHANIMON, オファニモン)은 디지털 몬스터에 나오는 가공의 생명체이며 궁극체의 좌천사형 디지몬이다. 천사의 여왕으로 불리며, 필살기는 세피로트 크리스탈, 낙원의 창 (에덴즈 자벨린)이다.

## 소개
성우: 후카미 리카 / 박선영(프론티어), 소노자키 미에 / 김가령(:)
천국의 여왕으로 옛날 디지털 월드에서 휴먼족과 비스트족 디지몬끼리의 전쟁이 일어났었다. 그런데 그곳에 루체몬이란 디지몬이 나타나 전쟁을 멈추고 세계를 평화로 만들었다. 하지만 곧 루체몬은 자기 마음대로 세계를 지배하기 시작하여 디지몬들을 괴롭히기 시작했다. 그때 전설의 십투사가 나타나 루체몬을 물리치고 자취를 감추었다. 이후 오파니몬, 케르비몬, 세라피몬은 디지털월드를 맡아 평화로운 세계로 인도했다. 세라피몬은 디지털월드의 법과 질서를, 케르비몬은 도리와 지식을, 오파니몬은 사랑과 생명을 맡았다. 그러나 케르비몬과 잦은 충돌이 나자, 오파니몬은 케르비몬의 생각을 이해해 볼 생각으로 이따금 세라피몬과 만나 이야기를 했는데, 케르비몬은 그걸 보고서 휴먼족만의 이야기를 나누는것으로 오해하기 시작했다. 그러던 어느날 케르비몬은 비스트족을 이끌고 전쟁을 일으키고 세라피몬을 쓰러뜨렸다. 그래서 오파니몬은 세라피몬을 보호하기 위해 스스로 바라의 명성으로 잡혀 왔다. 그리고 오파니몬은 케르비몬을 막기 위해 인간 세상에 메시지를 보냈고, 순수한 마음을 가진 아이들이 부름을 받고 오게 되었다. 그게 바로 타쿠야, 고은비, 코우지, 쥰페이, 토모키이다. 그리고 오파니몬은 알게 모르게 그들을 스피릿이 있는 곳으로 인도해 준 것이다.

## 진화과정
진화： 하얀몬→야옹몬→플롯트몬→가트몬→엔젤우몬→오파니몬